# Hivatalos személy elleni erőszak
A hivatalos személy elleni erőszak a hivatalos személy elleni bűncselekmények csoportjába tartozó bűncselekmény. Védett jogi tárgya a hivatalos személy eljárásának, szabályszerű működésének zavartalansága.

## A magyar szabályozás

### Btk. 310. §
(1) Aki a hivatalos személyt vagy a külföldi hivatalos személyt jogszerű eljárásában erőszakkal vagy fenyegetéssel akadályozza, intézkedésre kényszeríti, vagy eljárása alatt, illetőleg emiatt bántalmazza, bűntettet követ el, és három évig terjedő szabadságvesztéssel büntetendő.
(2) A büntetés öt évig terjedő szabadságvesztés, ha a hivatalos személy elleni erőszakot csoportosan vagy felfegyverkezve követik el.
(3) Két évtől nyolc évig terjedő szabadságvesztéssel büntetendő a (2) bekezdésben meghatározott csoport szervezője vagy vezetője, valamint, ha a hivatalos személy elleni erőszakot fegyveresen követik el.
(4) Aki hivatalos személy elleni erőszak elkövetésére irányuló csoportban részt vesz, vétséget követ el, és két évig, a csoport szervezője és vezetője bűntett miatt három évig terjedő szabadságvesztéssel büntetendő.
(5) Aki a hivatalos személyt vagy a külföldi hivatalos személyt az eljárása miatt bántalmazza, az (1)-(4) bekezdés szerint büntetendő akkor is, ha a bántalmazott a bűncselekmény elkövetésekor már nem hivatalos személy, vagy nem külföldi hivatalos személy.
(6) Aki hivatalos személy elleni erőszakra irányuló előkészületet követ el, vétség miatt egy évig terjedő szabadságvesztéssel, közérdekű munkával vagy pénzbüntetéssel büntetendő.
(7) Nem büntethető a (4) bekezdés alapján a csoport résztvevője, ha a csoportot önként vagy a hatóság felhívására elhagyja.
(8) Aki a (2)-(4) bekezdés szerinti bűncselekményt külön törvényben meghatározott intézkedést végrehajtó rendőr vagy pénzügyőr sérelmére követi el, a (2) bekezdés esetén két évtől nyolc évig, a (3) bekezdés esetén öt évtől tíz évig terjedő szabadságvesztéssel büntetendő.

### Passzív alanya
Lásd – Hivatalos személy Btk. szerinti fogalma
A bűncselekmény passzív alanya mind magyar, mind külföldi hivatalos személy lehet, valamint azok a már nem hivatalos vagy külföldi hivatalos személyek, akik e korábbi, hivatalos személyként lefolytatott jogszerű eljárásukkal kapcsolatban váltak az elkövetési magatartás áldozataivá. Így pl.: azért bántalmazza az elkövető a már nyugdíjassá vált, korábban hivatalos személyt, mert az korábban őrizetbe vette őt. A hivatalos személy Btk. szerinti definíciója, illetve a külföldi hivatalos személy Btk. szerinti definíciója szabályozza azt, hogy ki minősül hivatalos személynek.

### Elkövetési magatartás
A törvényi tényállás 3 elkövetési magatartást említ:
- Akadályozás: olyan aktív magatartás, amely gátolja a hivatalos eljárás rendes menetét, megszakítja illetőleg meghiúsítja az eljárási cselekmény foganatosítást. A hivatalos személy felszólításával szembeni engedetlenség – passzív ellenállás – nem akadályozás.
- Intézkedésre kényszerítés: A hivatalos személy az alaki szabályoknak megfelelő olyan aktív tevékenységet fejt ki, intézkedik, amelynek anyagi jogi szabályai egyébként nem állnak fenn. A hivatalos személy cselekvése nem az ő, hanem az elkövető akaratának felel meg.
- Tettleges bántalmazás: A hivatalos személy testére irányuló közvetlen, tudatos, fizikai ráhatás. Az elkövető célja a sértett becsületének csorbítása, nem testi sértés megvalósítása. Ilyen lehet például a bíró, rendőr felpofozása.

### Elkövetési mód
A törvény két elkövetési módot szabályoz:
- erőszak: minden olyan fizikai, aktív erőkifejtés, amely közvetlen-közvetett ráhatást jelent a testre és amely a hivatalos személy eljárásával ellentétesen hat. Személy elleni és dolog elleni erőszakkal (pl.:elkövető lelöki az intézkedő rendőr sapkáját) is megvalósulhat. Az erőszak akaratot hajlító jellegű: irányulhat mind a hivatalos személy, mind más jelenlevő ellen.
- fenyegetés: A fenyegetés fogalmát a Btk. határozza meg, így a fenyegetés olyan súlyos hátrány kilátásba helyezése, mely alkalmas arra, hogy a megfenyegetettben komoly félelmet keltsen. A kilátásba helyezett hátránynak valóságosnak és közvetlennek kell lennie.

### Elkövetési idő
Az elkövetési idő a hivatalos személy jogszerű eljárása. Az elkövetési magatartások csak akkor minősülnek bűncselekménynek, ha a hivatalos személy jogszerű eljárásában valósulnak meg. Az eljárás egyrészt magába foglal minden olyan tevékenységet, amelyet feladatai teljesítése során, annak érdekében tesz, így nemcsak a közhatalmi tevékenysége alatt, hanem az erre való felkészülési idő, készenléti idő alatt is megvalósítható ellene a hivatalos személy elleni erőszak. A tettleges bántalmazás is csak a hivatalos személy eljárása alatt történhet meg. A hivatalos személy eljárása miatti bántalmazás esetén az a feltétel, hogy a későbbi bántalmazás legyen az elkövető indítéka.

### Jogszerű eljárás
A hivatalos személy eljárásának jogszerűnek kell lennie. A jogszerűség megállapítható a hivatalos személyre vonatkozó törvényekből, jogszabályokból. A hivatalos személy cselekvésére anyagi és eljárásjogi szabályok együttesen vonatkoznak. Az anyagi jogi rendelkezések jogszerűségét nem vitathatja a hivatalos személy fellépése során az állampolgár, csak a jogorvoslat eszközével élhet. A hivatalos személy eljárásának jogszerűségét tehát csak az eljárásjogi szabályok betartása alapján lehet vizsgálni. A félreismerhetetlenül minden mérlegelés nélkül jogellenesnek mutatkozó intézkedéssel szemben fennáll az ellenállási jog, így ha a hivatalos személy intézkedésének, eljárásának bűncselekményi jellege egyértelmű, az ezzel szembeni – akár erőszakos – ellenállás kizárja a bűncselekmény megállapíthatóságát. Pl.: az erősen ittas, fegyverével hadonászó rendőr eljárása súlyosan sérti az eljárási szabályokat, így az intézkedése jogellenes, akár erőszakkal is ellen lehet állni az eljárásnak.

### Elkövető
Bárki lehet a bűncselekmény alanya, így hivatalos személy is elkövethet hivatalos személy elleni erőszakot.

### Szándékosság
Csak szándékosan lehet elkövetni a bűncselekményt. Az elkövetőnek tisztában kell lenni a sértett hivatalos személyi minőségével. A probléma a szolgálatba helyezéssel lehet, amikor a rendőr szolgálaton kívül van, és úgy ítéli meg, hogy bűncselekmény merül fel környezetében, így intézkedési kötelezettsége keletkezik. Szolgálatba helyezheti magát a rendőr, ha felismerhetővé teszi, hogy mint hivatalos személy lép fel. Ez megvalósulhat egyenruha viselet nélkül úgy, hogy közli az intézkedés előtt rendőri mivoltát és, ha az intézkedés eredményességét nem veszélyezteti, úgy szolgálati igazolványát is bemutatja.

### Minősített esetek
- Csoportosan követik el a hivatalos személy elleni erőszakot, ha annak megvalósításában legalább három személy vesz részt. Annak nincs jelentősége, hogy az elkövetésben nem büntethető elkövető vett részt – pl.:kiskorú.

- Felfegyverkezve követi el a cselekményt, aki az ellenállás leküzdése vagy megakadályozása érdekében élet kioltására alkalmas eszközt tart magánál. Nem szükséges, hogy azt ténylegesen alkalmazza, illetve hogy erről a hivatalos személynek tudomása legyen a lényeges az, hogy az elkövető a bűncselekmény elkövetésekor magánál tartsa a fegyvert, hogy azt szükség esetén használja.

- A csoport szervezője, vezetője súlyosabban büntetendő. Utasítás adást, irányítást, feladatok kijelölését jelenti a vezetés, a cselekménye felbújtásszerű.

### Előkészületi jellegű magatartás
A hivatalos személy elleni erőszakra irányuló csoportosulás lényegében előkészületi jellegű magatartást határoz meg. A csoport tevékenységének hivatalos személy elleni erőszakra kell irányulnia, ez célzatot feltételez. A célzatnak a külvilágban felismerhetőnek kell lennie.

### Büntethetőséget megszüntető ok
A törvény 229. § (7) bekezdése büntethetőséget megszüntető okot állapít meg a csoport résztvevője számára, ha a hivatalos személy elleni erőszakra irányuló csoportot elhagyja akár önként, akár a hatóság felhívására. Végleges szándékkal kell távoznia a helyszínről. A csoport vezetőjére ez a rendelkezés nem vonatkozik. Így pl.: ha a rendőrök elleni támadásra gyülekező tömegből, akár önként, akár rendőri felszólításra résztvevők távoznak, azok nem vonhatók felelősségre a továbbiakban a csoportban való részvételükért, mivel önkéntesen elálltak a bűncselekmény megkezdésétől.

### Halmazat
Két vagy több hivatalos személy sérelmére az egységes eljárásuk során elkövetett hivatalos személy elleni erőszak természetes egység. Ha azonban több személyt hivatalos eljárása során bántalmaznak, bűnhalmazatot kell megállapítani. A hivatalos személy elleni erőszakkal okozott testi sértés bűnhalmazat.